# Bridgette Caquatto
Bridgette Caquatto (Naperville, 14 marzo 1994) è un'ex ginnasta statunitense, vincitrice di tre medaglie d'oro ai Giochi panamericani del 2011.